# تطور الجهاز العصبي

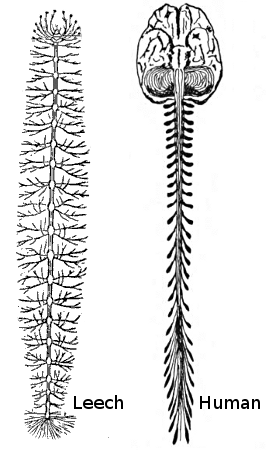

يعود تطور الجهاز العصبي إلى التطور الأول للأجهزة العصبية لدى الحيوانات. تطورت الخلايا العصبية كخلايا ناقلة ومستقبلة للإشارة الكهربائية في الحيوانات عديدة الخلايا بتبنيها آلية كمون الفعل الموجودة اليوم في الكائنات حقيقيات النوى وحيدات الخلايا والمستعمرات.
تطورت أولًا الشبكات العصبية البسيطة المشاهدة في حيوانات كاللواسع (قنديل البحر) مثلًا، إذ كانت تتألف من خلايا عصبية متعددة الأشكال تؤدي وظائفًا حركيةً وحسيةً. يمكن مقارنة اللواسع بالمشطيات، على الرغم من اعتبار كلاهما قنديل بحر، إلا أنهما يمتلكان أجهزةً عصبيةً مختلفةً تمامًا؛ تمتلك المشطيات خلايا عصبية تستخدم نظام التأشير الكهربائي الكيميائي بخلاف اللواسع. كان هذا محيرًا لأن شعبة المشطيات كانت أقدم من الإسفنجيات التي لا تمتلك جهازًا عصبيًا على الإطلاق. أدى ذلك إلى ظهور نظريتين وصفتا كيفية نشوء الجهاز العصبي لأول مرة. ذكرت إحدى النظريات أن الجهاز العصبي كان قاعديًا لجميع هذه الشعب، ولكن الإسفنجيات خسرته. تنص النظرية الأخرى على أن الجهاز العصبي قد نشأ بشكل مستقل مرتين، كصفة قاعدية في اللواسع، وكصفة قاعدية أخرى في المشطيات.
تطور الجهاز العصبي المركزي في الحيوانات متناظرة الجانبين ليتوضع في منطقة مركزية بعملية سُمِّيَت تخلق الرأس. إذ امتلكت اللافقاريات حبلًا عصبيً بطنيًا، كما امتلكت الحبليات حبلًا عصبيًا ظهريًا مدعومًا بحبلٍ ظهريٍّ.

## الخلايا العصبية الطليعية
تطورت آلية كمون الفعل -التي تعد ضرورية للفعالية العصبي- في حقيقيات النواة أحادية الخلية أولًا، لكنها اعتمدت الكالسيوم بدلًا من الصوديوم. استخدمت الحيوانات متعددة الخلايا هذه الآلية في نقل الإشارات الكهربائية العصبية. وفي بعض مستعمرات حقيقيات النوى -كالأوبيليا مثلًا- لا تنتقل الإشارة الكهربائية عبر الشبكات العصبية فحسب، بل عن طريق الخلايا الظهارية للجهاز المستعمرة الهضمي المشترك أيضًا. امتلكت بعض الشعب غير الحيوانية -كالسوطيات الطوقية، والخيطيات النجمية، والميزو ميستيوزا- مشابهات بروتينيات مشبكية. في السوطيات الطوقية والميزو ميستيوزا، تُنَظَّم هذه البروتينات خلال المراحل المُستَعمَرية، مما يشير إلى أهمية هذه البروتينات المشبكية للتواصل الخلوي. نوقِشَت الأفكار المطروحة حول كيفية ظهور الخلايا العصبية والجهاز العصبي لأول مرة في أحد الكتب الحديثة.

## الإسفنجيات
لا تتصل الخلايا في الإسفنجيات مع بعضها البعض عبر الاتصالات المشبكية، أي لا يوجد خلايا عصبية، وبالتالي لا جهاز عصبي أيضًا. مع ذلك، هم يمتلكون مشابهات للعديد من الجينات التي تلعب أدوارًا رئيسيةً في الوظيفة المشبكية. أظهرت الدراسات الحديثة قيام خلايا الإسفنجيات بالتعبير عن مجموعة من البروتينات التي تتجمع مع بعضها لتشكل بنية شبيهة بالكثافة ما بعد المشبكية (الجزء المتلقي للإشارة في المشبك). ومع ذلك، لا تزال وظيفة هذا الهيكل غير واضحة حاليًا. لا يتواجد الانتقال المشبكي بين خلايا الإسفنجيات، إلا أنها تتواصل مع بعضها البعض باستخدام الكالسيوم ووسائط أخرى، للقيام ببعض الإجراءات كتقلص الجسم بالكامل مثلًا.

## جينات هوكس (صندوق النحت) لدى الفقاريات
كانت معظم التجارب التي جرت حول دور جينات هوكس في تطور الجهاز العصبي لدى الفقاريات قادمة من دراسات جرت حول الدماغ الخلفي. يُشَكِّل الدماغ الخلفي نمطًا مجزأً يشبه الأجزاء الموجودة في جنين ذباب الفاكهة. يُشار -في الفقاريات- إلى هذه الأجزاء باسم القُسَيمات المعينية.
تُرَقَّم القسيمات المعينية من الوحدة الأمامية (r1) التي تقع خلف الدماع المتوسط مباشرةً، وحتى الوحدة الخلفية (r8) عند الحد بين الدماغ الخلفي والحبل الشوكي.
يُعطي كل قسيم مجموعة مميزة من الخلايا المحركة التي تتحكم بعضلات مختلفة في الرأس، فعلى سبيل المثال: تُعطي الوحدات r2 وr3 الخلايا العصبية لمثلث التوائم الذي يُعَصِّب الفك. مثال آخر: تتشكل الخلايا العصبية الوجهية المحركة بشكل أساسي في r4، وخلايا العصبي المبعد في r5. يؤدي فقدان جينة هوكس 2 في الفئران إلى خسارة كاملة للـ r5 ونقصان في r4، وهذا يقود إلى تراجع شديد في العصب الوجهي، وخسارة كاملة للعصب المبعد.